# Świętokrzyskie Namiestnictwo Harcerzy ZHR
Świętokrzyskie Namiestnictwo Harcerzy ZHR – istniejąca w okresie od listopada 1999 do 20 kwietnia 2012 jednostka terytorialna Organizacji Harcerzy ZHR. Namiestnictwo zrzeszało hufce i związki drużyn działające na terenie województwa świętokrzyskiego.
Niezależni harcerze z Ziemi Świętokrzyskiej zorganizowali się w ZHR podczas obozu wędrownego po Bieszczadach latem 1989 roku, którego komendantem i pomysłodawcą był druh Ryszard Sadza. On też doprowadził w początkach września tegoż roku do formalnego zawiązania Świętokrzyskiego Hufca Harcerek i Harcerzy, w skład którego weszły drużyny harcerzy ze Skarżyska-Kamiennej i Starachowic. Druh Ryszard został też pierwszym hufcowym. Następnym krokiem był podział hufca na hufiec harcerzy i dwa związki drużyn harcerek: skarżyski i starachowicki. Kolejnym etapem ewolucji było podzielenie Świętokrzyskiego Hufca Harcerzy na związki drużyn: kielecki, skarżyski i starachowicki.
Harcerze od Gór Świętokrzyskich odbyli też swoistą pielgrzymkę po chorągwiach. Najpierw była to, jeszcze w tzw. średnim ZHRze, chorągiew małopolska, po zjednoczeniu ZHR z ZHP-1918 małopolsko-świętokrzyska, a następnie rzeszowska, by na dłużej zagościć w chorągwi lubelskiej, obejmującej środowiska: lubelskie z Lublinem i Zamościem, świętokrzyskie i tarnobrzeskie. Przejawem patriotyzmu lokalnego, ale i powrotu do tradycji historycznych była zmiana nazwy okręgu z lubelskiego na sandomierski, a co za tym idzie i chorągwi, co w zamyśle pomysłodawców miało nawiązywać do tradycji księstwa sandomierskiego. Jednak to nazwa nie utrzymała się zbyty długo i nastąpiła zmiana nazwy chorągwi na środkowo-wschodnią.
Po kilku latach harcerki, znalazły się w Małopolskiej Chorągwi Harcerek. Spowodowało to podział okręgu i chorągwi harcerzy. Podjęto decyzję o stworzeniu namiestnictwa w Okręgu Małopolskim. W ostatnim okresie działalności Świętokrzyskie Namiestnictwo Harcerzy tworzyły: Skarżyski Hufiec Harcerzy "Gniazdo", Starachowicki Związek Drużyn Harcerzy "Skała" i 1 Próbna Jędrzejowska Drużyna Wędrowników.
Elementem więzi środowiskowej jest noszona przez instruktorów krajka bodzentyńska. Niestety w ostatnich czasach występują problemy z jej wyrobem. Symbolem jest jelonek świętokrzyski z krzyżem między rogami, który jak głosi legenda ukazał się w Puszczy Świętokrzyskiej węgierskiemu księciu Emerykowi. Harcerze noszą ten symbol umieszczony na czarnej lilijce na rękawach mundurów.
Namiestnictwo miało zawsze ugruntowane podejście do sprawy wychowania religijnego. Rzeczą normalną było uczestniczenie w pielgrzymkach pieszych na Jasną Górę, organizowanie rekolekcji harcerskich oraz stała i systematyczna praca z kapelanami harcerskimi.
Z namiestnictwa wywodzą się hm. Henryk Grzywka i hm. Marek Różycki. Pierwszym namiestnikiem był phm Rafał Obarzanek HR.
Na wniosek Instruktorów Namiestnictwa Świętokrzyskiego na czele z namiestnikiem phm. Krzysztofem Radzimowskim, Rozkazem Specjalnym L 4/12 z dnia 20.04.2012 r. Naczelnik Harcerzy rozwiązał Świętokrzyskie Namiestnictwo Harcerzy. Jednostki i instruktorów dotychczas tworzących to środowisko przekazał pod komendę Komendanta Małopolskiej Chorągwi Harcerzy im. Andrzeja Małkowskiego. 1 kwietnia 2016 jednostki z obszaru województwa świętokrzyskiego utworzyły Staropolską Chorągiew Harcerzy.

## Hufce i inne jednostki
- Skarżyski Hufiec Harcerzy "Gniazdo"
- Starachowicki Hufiec Harcerzy "Skała"
- 1 Próbna Jędrzejowska Drużyna Wędrowników